# Rhynchium quinquecinctum
Rhynchium quinquecinctum är en stekelart som först beskrevs av Fabricius 1787.  Rhynchium quinquecinctum ingår i släktet Rhynchium och familjen Eumenidae.

## Underarter
Arten delas in i följande underarter:
- R. q. fukaii
- R. q. murotai
- R. q. nambuii
- R. q. salomonis